# ماكدونل دوغلاس أم دي - 12
ماكدونال دوغلاس أم - دي 12، عبارة عن مشروع لطائرة مدنية تابع لشركة ماكدونال دوغلاس، أطلق في سنة 1990. بنية طائرة هذا المشروع مشابهة لبنية طائرة بوينغ 747، ولكن بزيادة في عدد الركاب. بدأت أولا بالإعداد لإنتاج نسخة أطول وذات 3 محركات وتعطي كفاءة أفضل من طائرة أم دي-11. فقررت الشركة مواصلة تطوير مشروع هذه الطائرة، حتى أصبحت ذات أربع محركات إضافة إلى بناء طابقين اثنين مما ساهم في زيادة حجم الطائرة. وقد درست الشركة في السابق بناء وتصميم طائرة ذات طابقين في الستينات من القرن الماضي.

## التصميم والتطوير

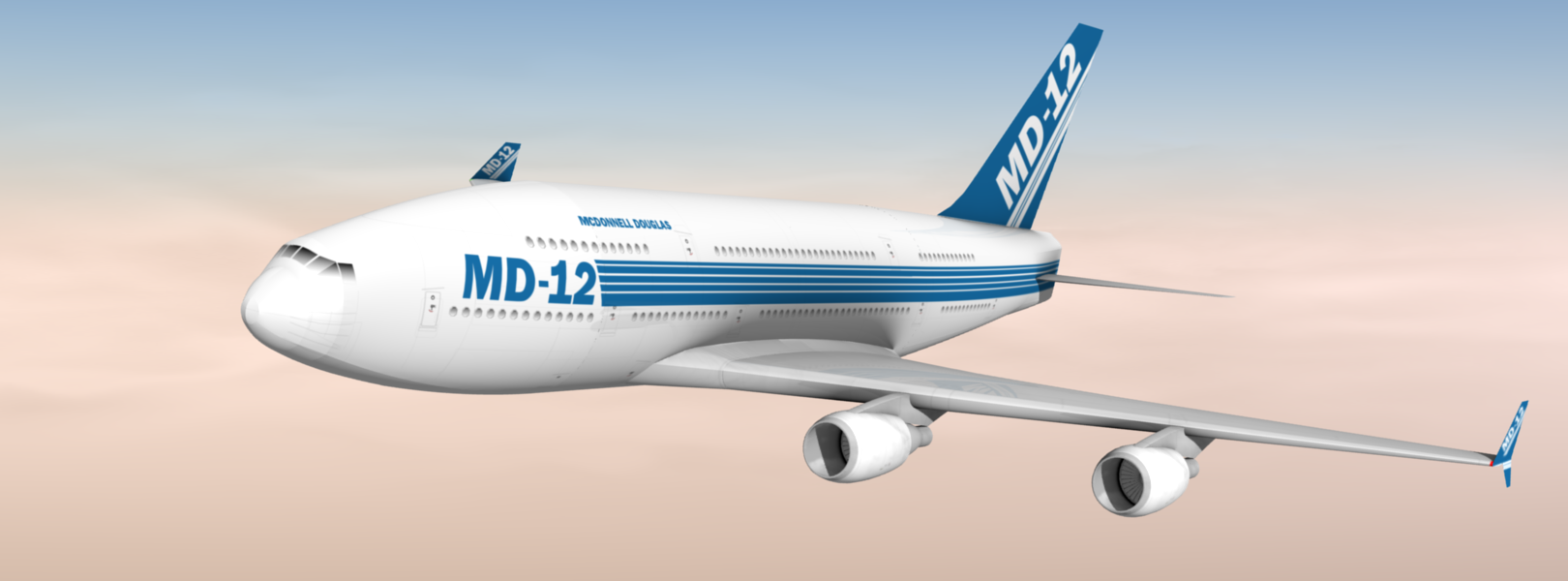
ماكدونل دوغلاس إم دي 12

قامت شركة ماكدونال دوغلاس بدراسة شاملة ومحسنة لطائرة أم - دي 11 ثلاثية المحرك، لقبت بـ أم - دي 12إكس MD-12X، مع احتمال خفض مقدمة الطابق السفلي للركاب وإعطاء نوافذ أكبر حجما. وتمت موافقة إدارة الشركة في أكتوبر 1991 على تصميم (أم - دي 12إكس). طول الطائرة 237 قدم 11 بوصة (72.52 م)، وباع الجناح بـ 212 قدم 5 بوصة (64.74 م). في نوفمبر عام 1991 وقعت ماكدونال دوغلاس ومؤسسة تايوان للفضاء الجوي على مذكرة تفاهم لتشكيل شركة لإنتاج هذا التصميم الجديد. وشارك في تأسيسها كل من ماكدونال دوغلاس (51%)ومؤسسة تايوان للفضاء الجوي(40%) وبعض الشركات الآسيوية التي أخذت باقي الحصة (9%).
تطور تصميم طائرة MD 12 وذلك بإضافة محرك رابع وجعلها ذات طابقين مع استطالة بهيكل الطائرة، فطولها يقدر ب208 قدم (63 م)، وطول جناحيها 213 قدم (65 م)، فارتفاع جسم الطائرة زاد من 24 قدم 3 بوصة (7.39 م)، إلى 27 قدم (8.2 م).
كشفت ماكدونال دوغلاس عن تصميمها لـ أم - دي 12 في أبريل 1992. أول رحلة لهذه الطائرة كانت في 1995، مع تسليمها في سنة 1997. مفهوم تلك الطائرة شبيه بالإيرباص بالإيرباص إيه 380 ومفهوم مشروع طائرة البوينغ NLA الذي لم ير النور، وهي أكبر من الجامبو 747 مما سيجعلها المنافس المباشر لها.
رغم محاولة الإثارة والتسويق للمنتج، وخصوص في مجال صحافة الطيران، إلا أن المحاولة باءت بالفشل، حيث لم يتم أي طلب على الطائرة. مما جعل الشركة تفتقر للموارد بعد انسحاب مؤسسة تايوان للفضاء الجوي من المشروع. بناء طائرة ذات طابقين يكلف مبالغ طائلة ومعقد، حتى لعمالقة مؤسسات الطيران كالبوينغ والإيرباص. هناك فكرة مماثلة نتجت عن فكرة طائرة أم - دي 12، وهي الطائرة العملاقة إيرباص إيه 380 التي أتت بنتائج مثمرة.
بنهاية مشروع MD-12، ركزت ماكدونال دوغلاس على نسخ جديدة ل MD-11 تسع ما بين 300-400 كرسي. فعرضت في معرض فارنبوروه للطيران مشروع لطائرة ثلاثية المحرك بسعة كراسي أكثر ومدى أطول واسمه MD-XX. والمشروع يعرض نسختين من الطائرات: (MD-XX LR)ذات مدى أطول و(MD-XX) ذات جسم أطول، باع الجناح لكلا الطائرتين مشابه لما هو في MD-12 أي 213 قدم (65 م). نسخة XX أطول ب 32 قدم (9.8 م) عن MD-11 ويسع ل 375 كرسي بحالة الثلاث درجات أو 515 بالدرجة الواحدة. ومداها 7,020-ميل-بحري (13,000 كـم). أما طائرة (MD-XX LR) فهي بنفس طول MD-11 وتسع ل 309 بالدرجات الثلاث ومدى يصل 8,320-ميل-بحري (15,410 كـم). ولكن برنامج MD-XX قد توقف في أكتوبر 1996. بسبب كلفة البرنامج العالية جدا ولا تستطيع الشركة تحمله.

## الاختيارات
أم - دي 12 عرضت خيارات قليلة، ومنها:
- أم - دي 12 (HC) قدرات عالية.
- أم - دي 12 (LR) طويلة مدى.
- أم - دي 12 (ST)الامتداد.
- أم - دي 12 (TWIN) نسخة محركين اثنين.

## مواصفات (أم دي - 12) سعة تصميم عالية
بيانات من ماكدونيل دوغلاس والمواد الترويجية.

### الخصائص العامة
- الطاقم : طياران (طيار ومساعد طيار).
- الكراسي :430 مسافرا في الدرجة ترتيب 3، يصل إلى 511 راكبا بالدرجة الواحدة.
- الطول: 208 قدم (63 م).
- باع الجناح: 213 قدم (65 م).
- الارتفاع: 74 قدم (23 م).
- مساحة الجناح : 5.846 قدم مربع (543.1 متر مربع).
- الوزن فارغة : 402.700-رطل (182.662 كـغ)
- أقصى وزن للإقلاع : 949.000-رطل (430.459 كـغ).
- المحركات: 4، جنرال الكتريك للطيران CF6-80C2 محرك توربين مروحي ذات دفع 274 كيلونيوتن.

## الأداء
- السرعة القصوى : 0.85 ماخ (565 ميل/س، 1.050 كم/س).
- المدى: 14.825 كم.
- جناح التحميل : 162.3 رطل / قدم مربع (792.7 كغ/متر مربع).